# Ceyhan
Ceyhan és un poble de Turquia, districte de la ciutat i província d'Adana, port a la mar Mediterrània, a la vora del riu Ceyhan i a la plana de Çukurova, a uns 43 km a l'est d'Adana. És terminal d'un oleoducte que ve del Caucas (acabat el 2005) i d'un que ve de Kirkuk a l'Iraq; Hi ha planificat un altre oleoducte fins o des de a Samsun a la mar Negra. La població urbana és de 108.602 habitants.
Hi destaquen l'estació de caravanes de Kurtkulağı, construïda el 1659 per Hüseyin Paşa; Yılan kale, castell a una roca, del segle XII; Tumlu Kale o Dumlukale, un altre castell; i Sirkeli Höyük, monument que commemora una batalla entre Muwattalli rei hitita i el faraó Ramsès.